# Мухаммад Доного
Доного Мухаммад (Магома Доногоно Гоцинский) (1829 - 11 сентября 1889) — военачальник, управлял Койсубулинским участком сначала как наиб Шамиля, затем как наиб царской России. Офицер царской (российской) армии.

## Биография

### Наиб Шамиля
Мухаммад Доного родился в ауле Гоцо  Аварского ханства. Семья Доного находилась в родстве с Аварским ханским домом, а предки были переселены из Хунзаха, столицы аварских ханов, в Гоцо для несения пограничной службы.
Получил обычное для того времени мусульманское образование, сочетая учебу с боевыми действиями. Участвовал в набегах вместе с Хаджи-Муратом
Будучи последователем имама Шамиля, в одном из боёв с русскими, был ранен в ногу и взят в плен. После выздоровления пленных отпускали, если они давали клятву больше не участвовать в военных действиях. Доного Мухаммад дал письменное заверение в том, что пока он будет в заключении, не будет сражаться с русскими, а как только его выпустят, то продолжит борьбу с ними. Образованный горец произвел впечатление на царских служащих. Благодаря поручительству хунзахских родственников, служивших в царской армии, Мухаммад Доного смог поступить на российскую военную службу. Служил писарем при полковнике Лазареве и был одарен им кинжалом за верную службу. Во время службы Доного Мухаммад женится на дочери узденя из Нижнего Дженгутая — Хайбат. Несмотря на уговоры Шамиля, Мухаммад отказался возвращаться к нему.
В это время под командованием Шамиля служили старшие братья Мухаммада: Хамзат (начальник сотни) и Карагишил Мухаммад. Имам потребовал от них доставить к нему Мухаммада, пригрозив в противном случае посадить их отца в яму - таким наказанием в имамате подвергались родственники изменников. Хамзат приехал к Мухаммаду и рассказал о требовании отца либо вернуть его, либо убить, как изменника. Тогда Мухаммад предложил выкрасть пушку находящеюся на крыше одного из домов в Дженгутае. Вместе с братьями и еще двумя земляками они перебили караул, спустили орудие с крыши и благополучно доставили его к Шамилю. Имам довольный таким поступком, простил Мухаммада Доного, сказав при этом, что ему нужнее мужественные войны и их отец, чем русский писарь.
По другой версии, которую описал в «Книге воспоминаний» зять имама Шамиля Абдурахман из Газикумуха, наиб Абакар-хаджи из Акуши  организовал отряд во главе с братом Мухаммада Доного — Хамзатом, для набега на аварский аул Охли. На окраине этого аула стояли караульные казармы с небольшой пушкой для объявления тревоги. Нападавшие убили солдата, охранявшего пушку, погрузили её на арбу и увезли. Опасаясь подозрений в соучастии этим событиям и предвидя дальнейшие осложнения по службе, Мухаммад бежал от русских. Так он и оказался у Шамиля.
По воспоминаниям других современников, Мухаммад Доного с женой бежал из аула Дженгутай в имамат следующим образом: ему было поручено привезти из Темир-Хан-Шуры месячное жалование для чинов пристава. Оставив себе причитающее ему жалование, остальную сумму он отправил через своих нукеров по назначению. В письме к бывшему начальнику Лазареву, Мухаммад благодарил его за хорошее отношение к себе и извинялся за побег, объясняя его тоской по Родине и преданностью религии и обычаям предков. 
У Шамиля вначале служил кадием в ауле Буцра, затем стал пятисотенником. В конце концов имам Шамиль назначил его наибом Аракани и Гимры, вместо своего двоюродного брата Ибрагима.  Считался у Шамиля наиболее выдающимся авторитетом за верность в службе, храбрость и ум..
В 1859 году участвует в обороне Дарго-Ведено.
В 1859 году имам Шамиль был осажден русскими войсками в ауле Гуниб и вынужден был сдаться на милость победителей. По просьбе царского командования наиб Мухаммад Доного участвовал в переговорах с имамом Шамилем об условиях его капитуляции. В отличие от многих других наибов, Доного Мухаммад оставался верен Шамилю до конца существования его имамата. 
Русский советский писатель Павленко в своём художественном произведении «Кавказская повесть» описал Доного Мухаммада как предателя, указавшим русским войскам тайную тропинку на Гуниб. Но как признавался сам писатель, сведения о событиях на Гунибе, он описывал в свете Октябрьской революции, а не исторических фактов. Так контрреволюционная деятельность Нажмудина Гоцинского — сына Мухаммада Доного, послужила причиной того, что его отца превратили в антигероя.

### Наиб царя
27 ноября 1860 года Мухаммад Доного перешел на царскую службу депутатом в Гунибский окружной суд. 
В 1861 году, в чине прапорщика милиции, участвует в карательном походе генерал-майора Лазарева на Ункратль..
В июне 1862 году он был назначен командиром 5-й сотни Дагестанской милиции, который командовал до 1883 года. 
В 1863 году участвует в подавлении Закатальского восстания под начальством командующего войсками Дагестанской области князя Меликова.
17 декабря 1864 года за отличие по службе получил чин подпоручика с пожизненной пенсией 200 рублей в год.
7 ноября 1865 года Мухаммад Доного был назначен Койсубулинским наибом, эту должность он занимал до конца жизни. 10 февраля 1870 года ему была пожалована дополнительная пенсия в размере 150 рублей в год.
15 ноября 1871 года Доного Мухаммад получил чин поручика милиции, 3 июля 1872 года был зачислен в армейскую кавалерию, 17 ноября 1875 года он стал штабс-ротмистром.
Весной 1877 года на территории Чечни и Дагестана вспыхнуло восстание под руководством Алибека-Хаджи Алдамова. Мухаммад Доного в составе особого Дагестанского отряда под командованием князя Александра Давыдовича Накашидзе, начальника Аварского округа, участвовал в боях с повстанцами.
За заслуги в боях с мятежниками 3-5 октября 1877 года у селения Леваши Мухаммад Доного был награждён орденом Святого Станислава 2-й степени.
В октябре 1877 года Мухаммад Доного участвовал во взятии аула Цудахара. Затем он был отправлен генералом Л. И. Меликовым на Ирганайскую гору, где убедил жителей Койсубу отделиться от мятежников и просить пощады у русского командования.
1-3 ноября 1877 года Мухаммад Доного участвовал во взятии царскими войсками аула Согратль, последнего оплота восставших и родины имама Мухаммада-Хаджи. Имам Мухаммад-Хаджи со своими приверженцами прибыл к Мухаммаду Доного с просьбой о пощаде, что свидетельствует о его авторитете среди горцев и царского командования.
В награду за участие в делах против восставших горцев в Терской области в июле-августе 1877 года Доного Мухаммад был награждён Орденом Святого Владимира 4-й степени.
17 ноября 1879 года он переведён в Лейб-гвардии Казачий Его Величества полк, 16 января 1880 года «за отлично-усердную службу» ему был пожалован участок земли под названием Игишты (90 десятин 980 кв. саженей).
16 октября 1880 года он был награждён орденом Святого Станислава 2-й степени, 6 декабря 1882 года — орденом Святого Анны 2-й степени, а 30 августа 1886 года — был произведён в ротмистры.
В 1888 году российский император Александр III Александрович с царицей Марией Федоровной, наследником престола Николаем Александровичем и великим князем Георгием Александровичем посетил Кавказ. Во время этого визита Доного Мухаммаду был пожалован перстень с рубином и бриллиантом «за отличную службу и преданность правительству, а также в память посещения Их Величеств Кавказа». Из наград Доного Мухаммад имел ещё медаль в память Русско-турецкой войны 1877—1878 годов.
11 сентября 1889 года Доного Мухаммад скончался от болезни и «Высочайшим приказом о чинах военных от 7 ноября 1889 года за смертью исключен из списков».
После смерти Доного Мухаммада военный губернатор Дагестанской области генерал-лейтенант князь Н. З. Чавчавадзе в рапорте от 27 апреля 1890 года на имя генерала от кавалерии С. А. Шереметева дал высокую оценку деятельности Гоцинского:
«Ротмистр Магома Доногоно Гоцинский происходил из видной узденской семьи. Он представлял собой в Дагестане историческую личность и обращал на себя особое внимание начальства; не без основания пользовался он среди населения известностью как ученый со знанием арабского языка, и это обстоятельство всегда выделяло его из массы местного населения; на него даже обращено было внимание Шамиля, умевшего выбирать себе сподвижников, и разными искусственными мерами он успел привлечь его к себе на службу и сделать его своим наибом».
Доного Мухаммад был зажиточным землевладельцем, но на все имущество имел соответствующие документы, как частный собственник. Сыновья Абдулатип и будущий муфтий Северного Кавказа Нажмудин, получили хорошее образование. В последующем большевики часто будут использовать состояние оставленное Мухаммадом Доного в наследство сыновьям, против Нажмудина Гоцинского, описывая того помещиком и барановодом.

## Семья и дети
Был женат на Хайбат, дочери узденя Раджаба из аула Нижний Дженгутай, от которой у него было двое сыновей:
- Абдулатип Гоцинский (1857—1890).
- Нажмуддин Гоцинский (1859—1925).